# Табук (город)
Табу́к (араб. تبوك‎) — город на северо-западе Саудовской Аравии, административный центр одноимённого административного округа (провинции). Имеется международный аэропорт.

## История
В октябре 630 года произошла бескровная битва за Табук, в которой арабские воины во главе с пророком Мухаммедом без боя одержали победу над византийской армией.
Достопримечательности города включают в себя мечеть, турецкую крепость 1655 года и здание вокзала на Хиджазской железной дороге, которая была построена ещё во времена османского владычества. На территории города и в его окрестностях ведутся интенсивные археологические работы.
Современный Табук динамично развивается; осуществляются различные экономические программы; город широко известен благодаря производству агрокультур, особенно цветов. Вокруг города строятся молочные и птицефермы. Построенные на западный манер супермаркеты соседствуют с традиционными восточными рынками, где продавцам и покупателям принято торговаться, как и в любом другом ближневосточном городе.

## География и климат
Расположен недалеко от границы с Иорданией, на высоте 772 м над уровнем моря. Расстояние до побережья Акабского залива — 166 км (по прямой).
Климат — засушливый континентальный, с жарким летом и умеренной зимой. Температура летом колеблется в интервале от +27 до +46 °С, зимой — от +4 до +18 °С. Иногда температура зимой может понижаться до −6 °С. Осадки выпадают в основном зимой — с ноября по март и составляют от 50 то 150 мм. Снег выпадает редко — раз в 3—4 года.

## Население
Согласно оценке 2010 года, население города составляет 534 893 человека; по данным переписи 2004 года оно насчитывало 441 351 человек; по данным переписи 1992 года — 226 384 человека.

## Галерея

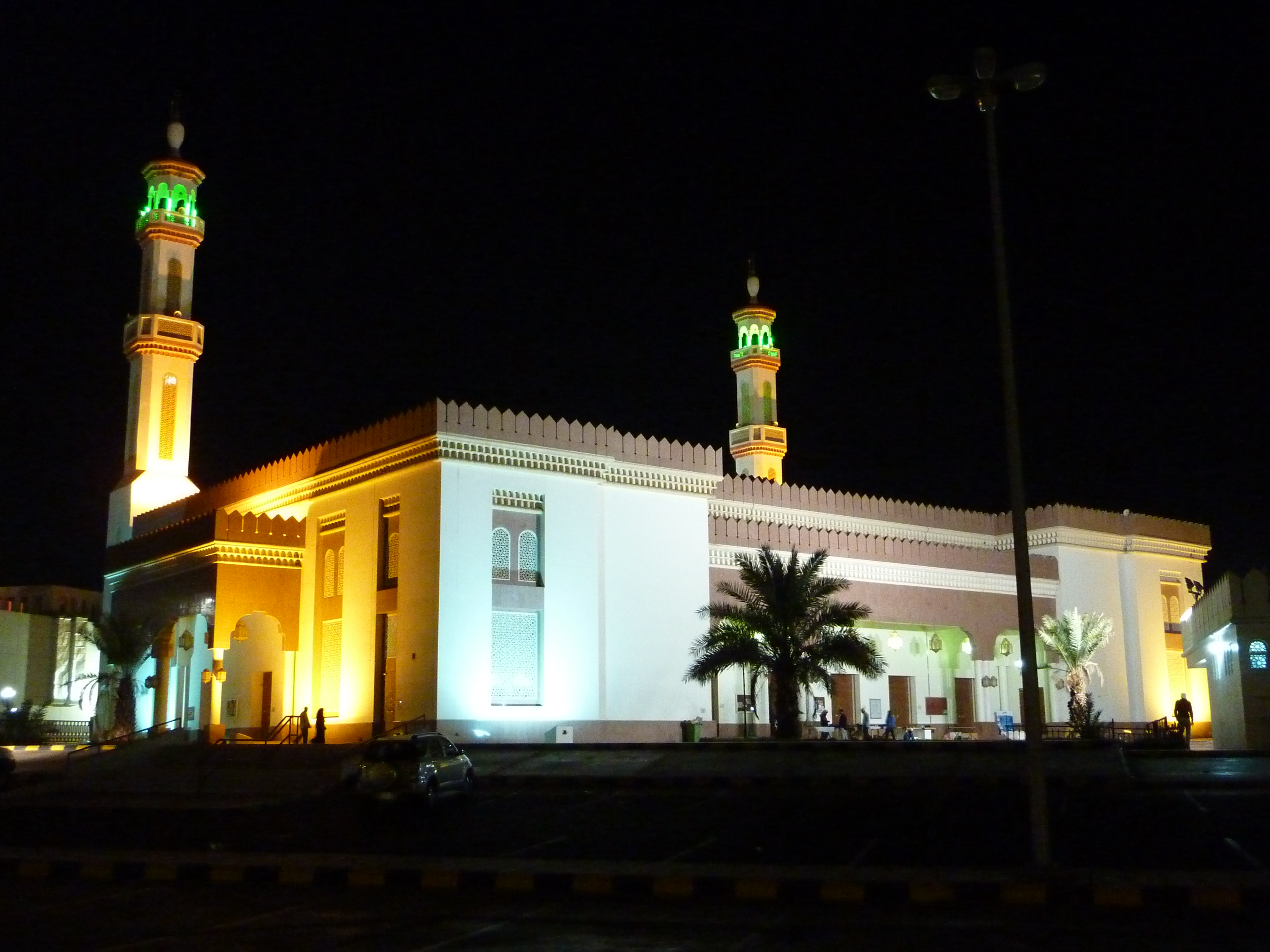
Мечеть принца Султана бин Абдул-Азиза в Табуке, в ночное время.
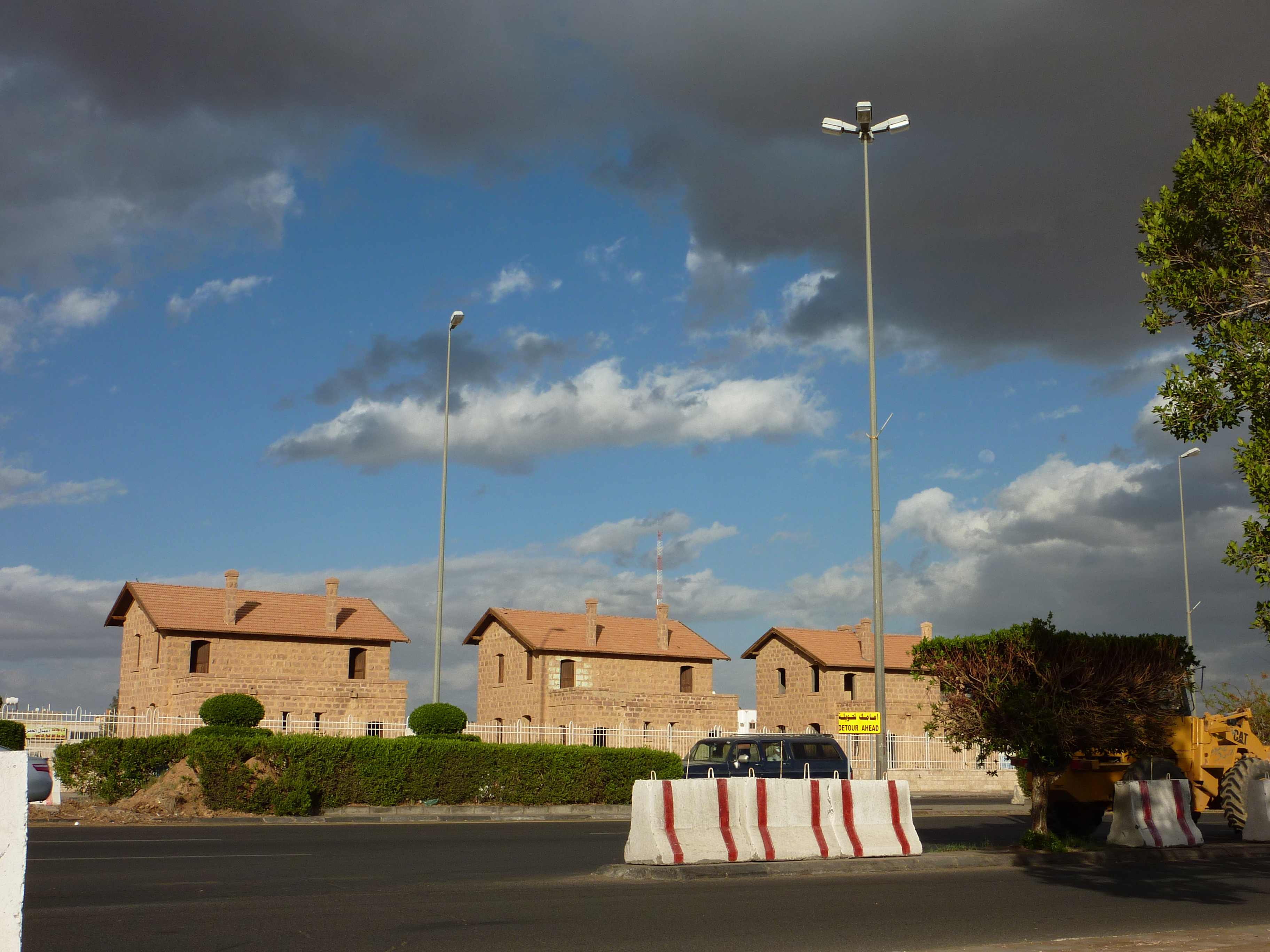
Железнодорожная станция Табука с железнодорожной линией, которая действовала между Мединой и Дамаском.
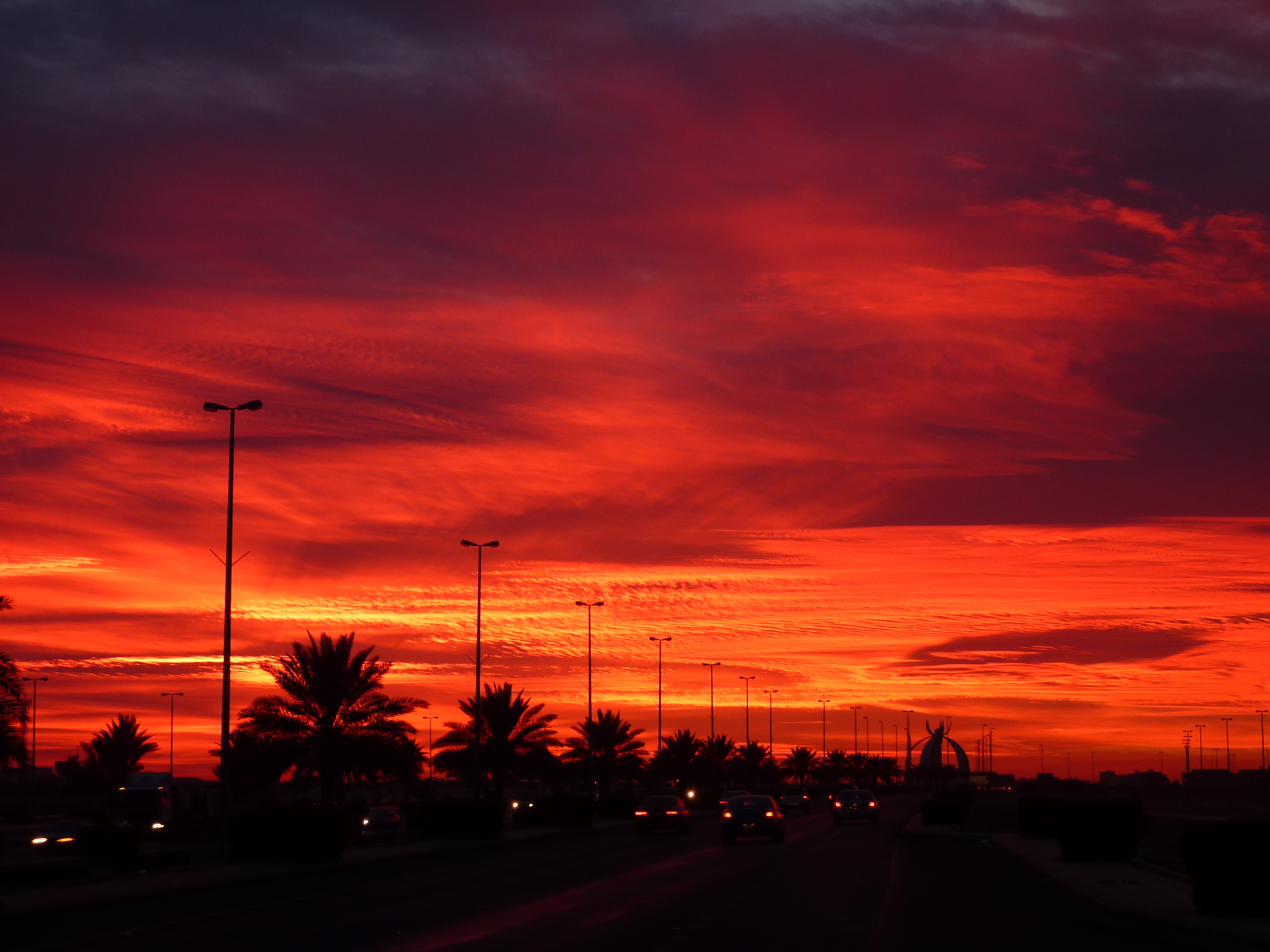
Восход солнца в Табуке в зимний период.
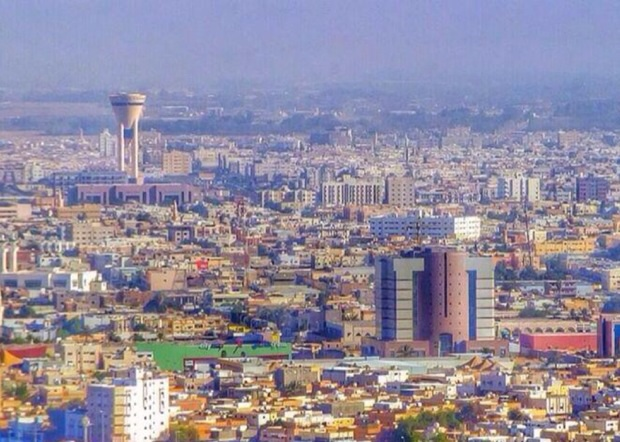
Линия горизонта
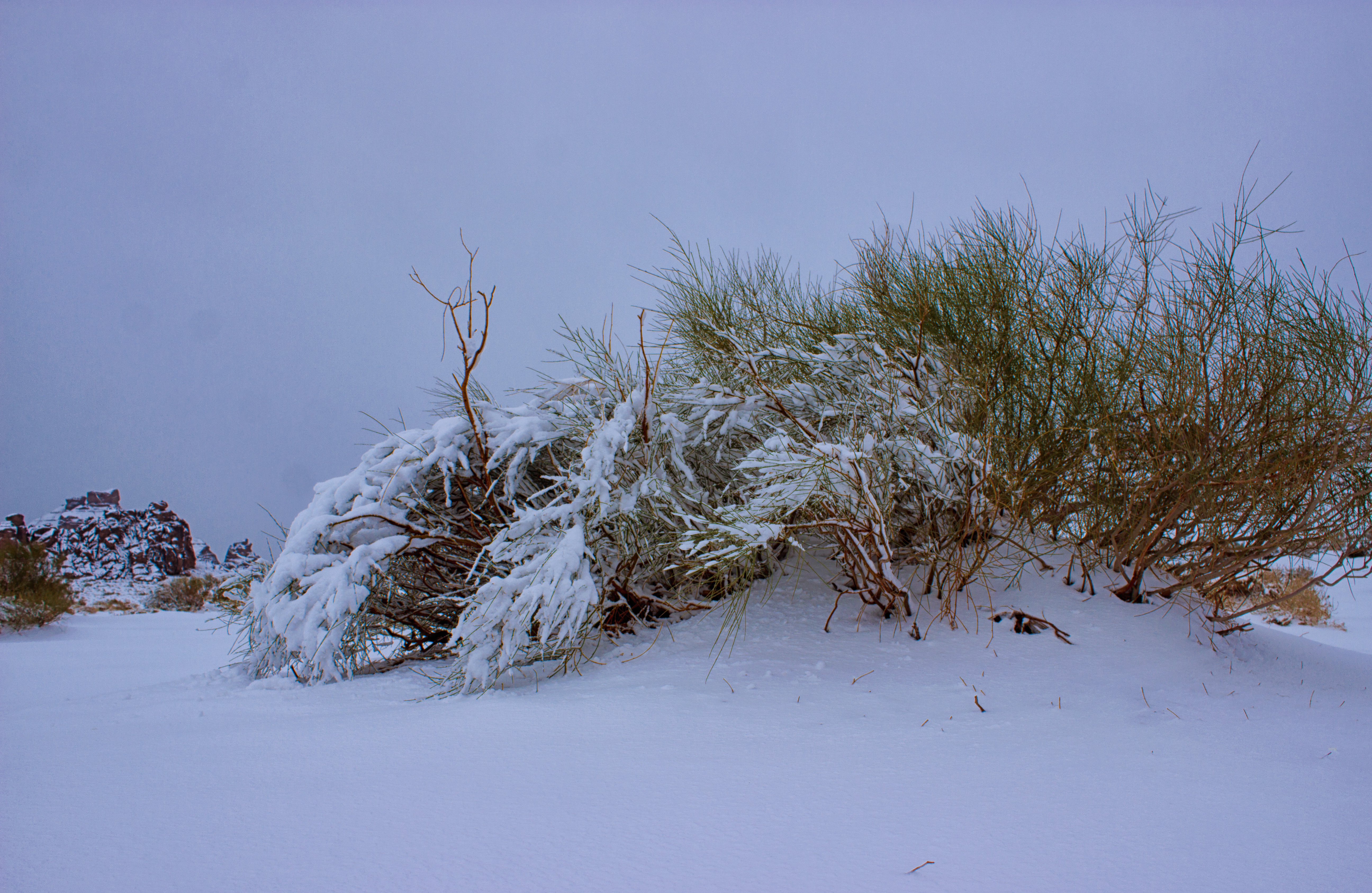
Снег в Табуке